# Zupa rybna

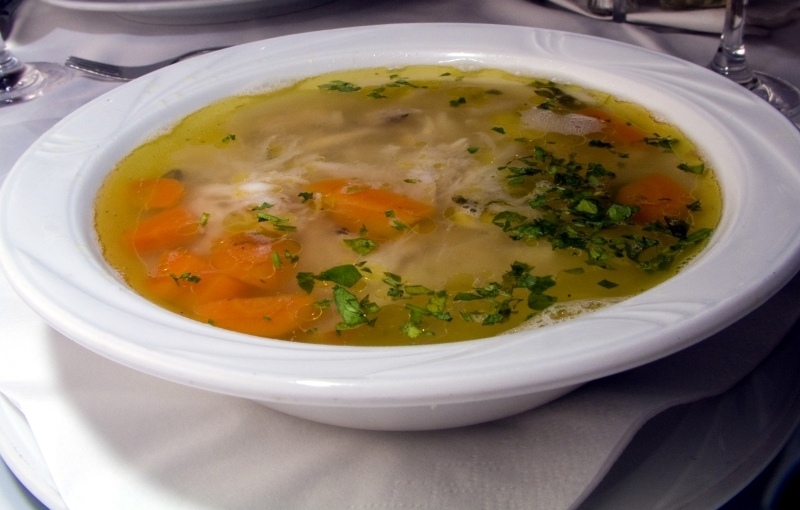
Klarowna zupa rybna z jarzynami

Zupa rybna – rodzaj zupy, której podstawowym składnikiem jest wywar mięsa i ości ryb, niekiedy owoców morza, które nadają zupie charakterystyczny smak i zapach. Rozmaite zupy rybne występują w kuchniach wielu krajów, również w kuchni polskiej – zupa tego typu z łazankami jest jednym z dań podawanym podczas tradycyjnej, polskiej kolacji wigilijnej.

## Składniki

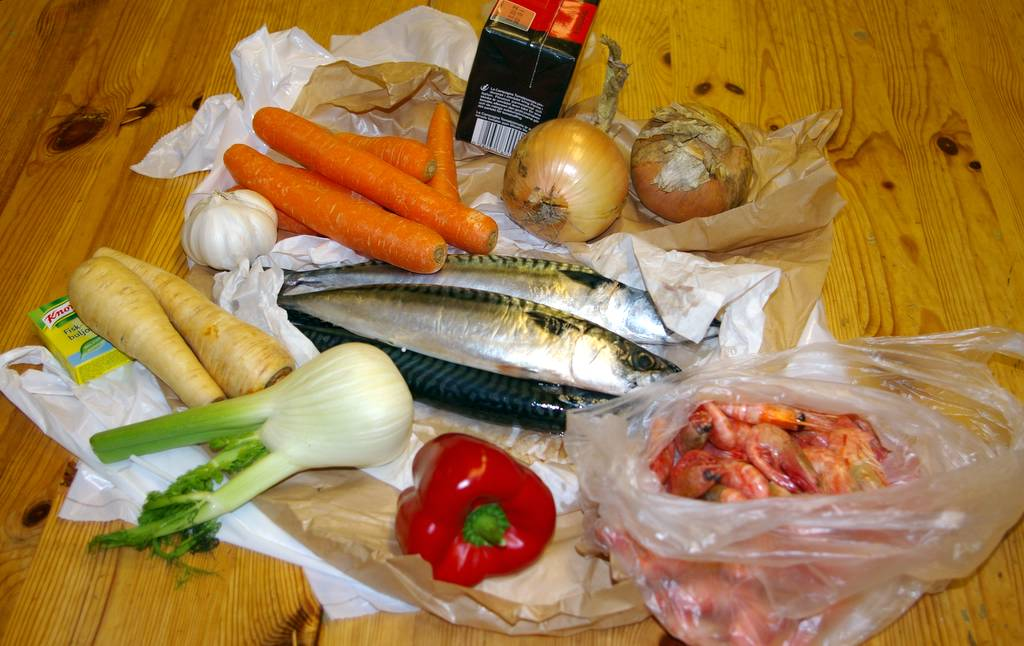
Składniki na zupę rybną w wydaniu szwedzkim: oprócz ryb także krewetki, makaron, cebula, czosnek, marchew, pietruszka, fenkuł i czerwona papryka pomidorowa

Do przyrządzenia zupy nadają się zarówno ryby morskie, jak i te z wód śródlądowych. Smak charakterystyczny dla zupy uzyskuje się również dzięki takim składnikom jak małże, krewetki, langustynki, kraby albo rybia ikra. Pozostałe składniki zmieniają się w różnych wariantach tej zupy. Często są nimi warzywa korzeniowe (ziemniaki, marchew, seler), pomidory lub przecier pomidorowy, papryka, por, natka pietruszki. Zupa bywa podawana również z makaronem lub grzankami.

## Przygotowanie

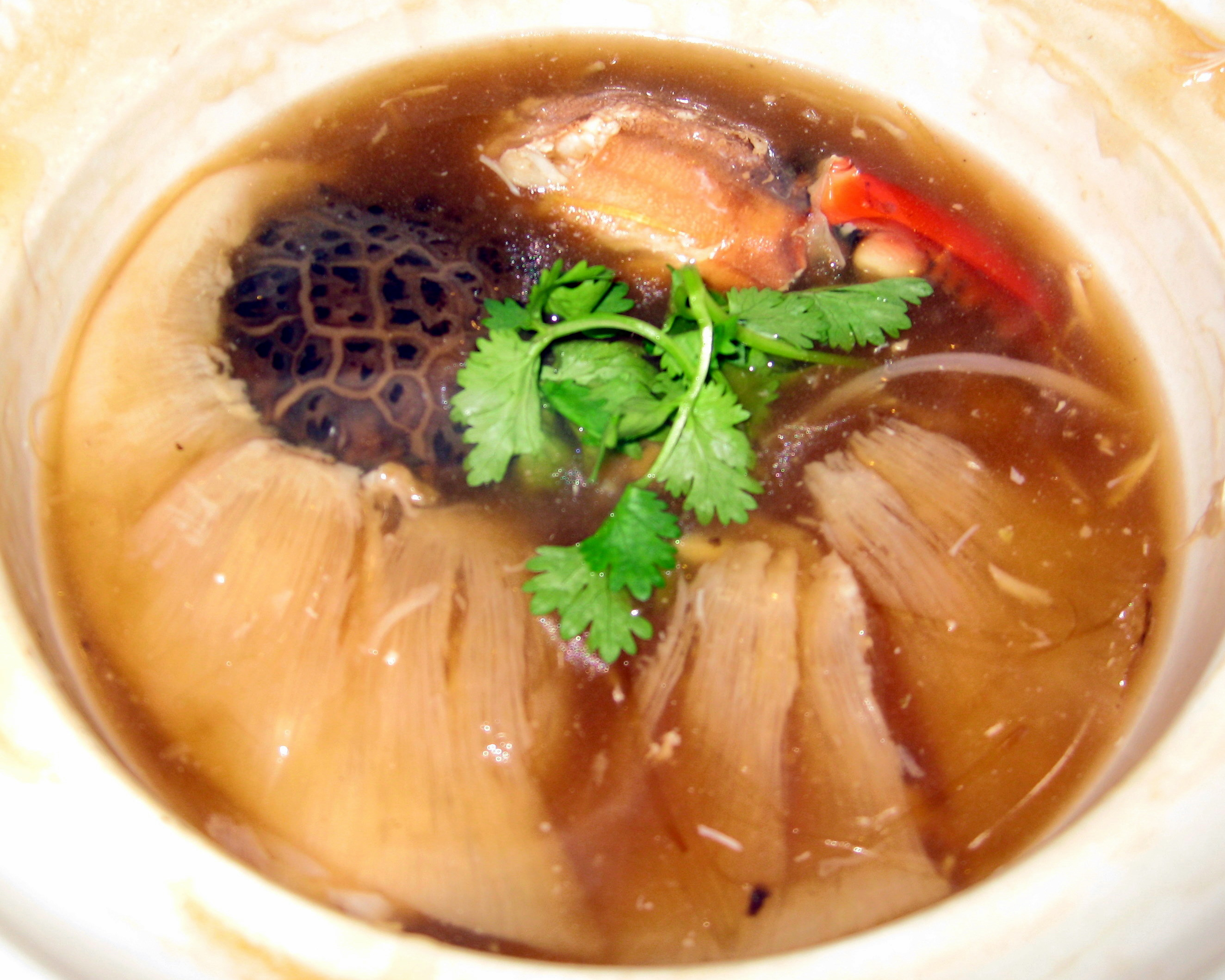
Chińska zupa z płetwy rekina

Mięso ryb gotuje się bardzo krótko, zwykle kilka, kilkanaście minut, a owoce morza gotowane zbyt długo twardnieją. Filety z ryby grubości około 2,5 cm gotują się około 7 minut, małe kawałki 2 minuty. Bardziej esencjonalny bulion rybny otrzymuje się używając kilku gatunków ryb. Przygotowanie zup wymaga technologii, które wezmą pod uwagę te właściwości, a ryby różnych wielkości, aby nie rozpadły się podczas gotowania, powinny być wrzucane do wywaru w odpowiedniej kolejności.
Na samodzielnie przygotowany wywar (bulion rybny) nadają się doskonale tanie resztki, które pozostają po filetowaniu: głowy, kręgosłupy, płetwy ryb i pancerze homarów. Warto je uprzednio pokawałkować, dla lepszego wydobycia smaku. Należy przy tym pamiętać o usunięciu oczu i skrzeli, które pozostawione dadzą gorzki posmak. Wygotowane na małym ogniu składniki bulionu powinny zostać odcedzone.
Wśród wielu przepisów na zupę rybną wyróżnić można kilka rodzajów tej potrawy:
- Zupy przygotowywane na wywarze z długo gotowanych resztek rybnych pozostałych po odfiletowaniu i pośledniejszych rodzajów ryb – małe sztuki i ościste. Taki esencjonalny wywar przecedza się i gotuje na nim jarzyny i pozostałe składniki, dodając pod koniec gotowania kawałki szlachetnej ryby[4][5][6].
- Zupy na wywarze warzywnym, do którego kawałki ryby lub owoce morza gotowane krótko, dodawane są na koniec[7][8].
- Zupy, które rybny smak uzyskują dzięki półproduktom i koncentratom takim jak sztokfisz, sos rybny, dashi albo koncentrat bulionu rybnego dostępnego w handlu w kostkach.

## W polskiej literaturze
W polskim pisarstwie beletrystycznym i faktograficznym zupa rybna wywołuje przede wszystkim trzy skojarzenia:
1. emigracyjne – rosyjskie – występując na kartach wspomnień związanych z pobytem w Rosji (często w latach II wojny światowej):
  - Stanisław Skrzypek, Rosja jaką widziałem. Wspomnienia z lat 1939-1949, s. 47
  - Janusz Przewłocki, Wspomnienia sybiraków, t. 6, s. 60
  - „Wojskowy Przegląd Historyczny”, t. 39, nr 3-4 (1994), s. 172
  - Teofil Mikulski, Fotografia zbiorowa Polaków deportowanych do okręgu pawłodarskiego, s. 496
  - Eleonora Syzdek, Wanda Wasilewska we wspomnieniach, s. 209
2. podróżnicze – śródziemnomorskie – pojawiając się w reminiscencjach pobytu we Włoszech i Francji:
  - Zbigniew Herbert, Barbarzyńca w ogrodzie, s. 38
  - Stanisław Lem, Katar, s. 47
  - Szymon Niemiec, Tęczowy koliber na tyłku, s. 75
  - Wacław Kubacki, Dziennik, 1944-1958, s. 311
3. swojskie – wigilijne – we wspomnieniach polskich świąt Bożego Narodzenia i rodzimego stołu wigilijnego:
  - Przemysław Ćwikliński, Jacek Ziarno, Pasja. O Krzysztofie Pendereckim, s. 152
  - Janusz Szłuiński, Rozdarcie, s. 75
  - Stanisław Stempowski, Pamiętniki, 1870-1914, s. 70